# Showcenter Complex
El Showcenter Complex es un estadio cubierto ubicado en San Pedro Garza García, Nuevo León, México. Con una capacidad de 4.500 asistentes, es principalmente usado para conciertos, espectáculos y deportes techados.
El Showcenter Complex fue inaugurado en marzo de 2019.

## Historia
El recinto se inauguraría el 14 de marzo de 2019 por el arquitecto Eudelio Mercado y contaría con varios invitados, entre ellos el presidente municipal Miguel Treviño de Hoyos y los empresarios y representantes de la compañía Broadway Across América, Jeff Daniels y Bruce Granath.

## Infraestructura
El Showcenter Complex cuenta con la infraestructura para realizar 140 eventos al año que atraen aprox. cuatro millones de asistentes.
- Eventos por año: 140 eventos, entre deportivos, culturales, musicales y sociales.
- Capacidad: Hasta 2700 personas sentadas.
- Estacionamiento: 4500 cajones que son del recinto, y cerca de 5000 cajones más disponibles.